# Френски революционни войни
Френски революционни войни (на френски Guerres de la Révolution française) се наричат два общоевропейски конфликта, развили се от 1792 до 1802 г. между революционна Франция от една страна и коалиции на европейските монархии на стария режим от друга страна – най-вече Великобритания, Австрия, Прусия, Русия и няколко по-малки.
Завършват с категорични успехи за революционните войски, които представят пред народите в Европа привлекателни идеи за отмяна на крепостното право и премахване на съсловните неравенства. Поставят основата на бъдещото могъщество на Франция по време на империята и са прелюдия към Наполеоновите войни. Според друго определение те са първите седем години от общо 23 години военни действия, приключили с абдикацията на Наполеон през 1814, с една година прекъсване поради Амиенския мир (1802 – 03). Краят на 1799 г. може да се приеме като удобна разделителна граница между Революционните и Наполеоновите фази на конфликта, тъй като това е годината на установяване на Френския консулат.

## Причини
От самото начало на Френската революция през лятото на 1789 г. останалите европейски държави гледат на събитията в Париж с подозрения и страх. Настъпва голяма промяна в системата на международни отношения, която малцина осъзнават. Един от тях е идеологът на британския консерватизъм сър Едмънд Бърк – той пише през 1790 г., че „износът на революция е неизбежен“. Тази промяна се състои в следното: Франция в случая не защитава национални интереси, нито използва войната за консолидация на територията си, а за цялостна промяна на европейската действителност по свой модел.
След щурма на Бастилията (14 юли 1789 г.) мнозина привилегировани са уплашени за живота си и започват да напускат Франция. Те се насочват главно към град Кобленц, тогава на пруска територия. Там развиват трескава дейност да убедят консервативните велики сили да защитят краля и реда в страната им. Конкретните обстоятелства, които накланят везните в полза на война, са свързани с опита на Луи XVI за бягство през юни 1791 г. Акцията се проваля и кралят се оказва пленник на собствените си поданици. Тя радикализира още повече парижкото население, сред което се оформя идеята страната да се обяви за република. Вместо това не след дълго е подписана първата френска конституция, която превръща Франция в конституционна монархия.
В това време постепенно се изгражда първата антифренска коалиция. През август 1791 г. в дрезденския дворец Пилниц пруският крал Фридрих Вилхелм ІІ и австрийският император Леополд ІІ (брат на Мария Антоанета) се обявяват в подкрепа на френския крал и правата му. Декларацията от Пилниц все още не е заявление за война, защото на дневен ред е въпросът за Втората подялба на Полша. Течащите преговори карат французите да изпратят мисии, за да разделят Великобритания от Прусия и Австрия. Въпреки че начело стои способният бъдещ външен министър Талейран, те се провалят.

## Първа война (1792 – 1797)

### Начало на военните действия
Франция изпреварва събитията и на 20 април 1792 г. обявява война на Австрия. В месеците преди този акт в страната се развива енергична кампания за война с държавите от стария режим. Дейците на революцията се считат за носители на по-прогресивни идеи и в този смисъл – че имат моралното право да ги наложат на „изостаналата“ част от Европа. На 21 май пруският крал на свой ред обявява война на Франция. Първите военни действия се развиват по Рейн и по ред причини са изцяло в ущърб на френската армия. Най-важното е, че тя е неподготвена (за нея не са полагани грижи вече три години), зле снабдена с провизии и боеприпаси, командвана от офицери – роялисти, които симпатизират на враговете на страната. Ето защо много скоро пруският главнокомандващ херцог фон Брауншвайг навлиза на френска територия по посока на Париж.
Наличието на чужди войски във Франция се схваща като посегателство към постиженията на революцията и предизвиква националистически подем. На 11 юли 1792 г. Законодателното събрание със специален декрет обявява, че страната е в опасност. Хиляди се стичат в армията и се записват като доброволци. Новосформираните полкове се насочват към фронта. Минавайки през столицата, един от тях, набран в Марсилия, пее нова, завладяваща песен. Това е бъдещият химн на Франция – Марсилезата, с автор Роже дьо Лил.
Първата важна битка в тази война се състои при селцето Валми (близо до Вердюн) на 20 септември 1792 г. Там срещу 34 хиляди прусаци се строяват над 50 хиляди французи. Всъщност до истинска битка не се стига, а само до артилерийски обстрел. Загиват под 500 войници, но това е достатъчно, за да накара предпазливия Брауншвайг да отстъпи. Французите еднозначно виждат в това голяма победа, която предизвиква всеобщо въодушевление. Тя им дава възможност също така да преминат в настъпление в Нидерландия.

### Износ на революция
Началото на войната ускорява темпа на революцията и междувременно в Париж се случват решителни събития. На 10 август разярена тълпа атакува и превзема двореца Тюйлери, поставяйки живота на краля в опасност. След този акт съдбата на монархията е решена и неслучайно два дни след Валми Франция е обявена за република. От този момент тя изнася войната извън границите си с две основни цели: да реши основните си фининсови проблеми чрез окупацията на чужди земи и да се разшири до своите естествени граници. Ето защо скоро тя анексира Савоя и Ница, а след победата при Жемап (6 ноември 1792) – и почти цяла Австрийска Нидерландия.
В началото на 1793 г. Франция обявява война на Великобритания и на Нидерландската република. През март във войната се включва и Бурбонска Испания. Така се оформя първата коалиция срещу революцията. Ходът на войната обаче се обръща във вреда на французите. В битката при Неервинден (18 март 1793) австрийците разбиват армията им, командвана от най-добрия генерал Шарл Дюмурие, който след нея напуска армията. От Нидерландия съюзниците нахлуват в северните френски предели. Конвентът обявява набор на 300 000 войници, но това довежда до начало на прочутото Вандейско въстание. Така вместо да се съберат нужните сили, републиката трябва да разели войските си, за да се справи с него. В този момент съюзниците имат реалната възможност да напреднат до Париж, на австрийците и британците не успяват да се сработят.
Тогава в Париж се извършва преврат и властта поемат якобинците. Начело на военното министерство застава енергичният Лазар Карно. Докато Робеспиер с терор налага волята на правителството в страната, Карно организира попълването на армиите (така нареченото levée en masse). В края на 1793 г. той може да се похвали с четиринадесет армии. Начело е поставил способни офицери като Жан-Шарл Пишегрю, Жан Виктор Моро, Жан-Батист Клебер и Жан-Батист Журдан. През юни 1794 г. Журдан и Клебер побеждават австрийците при Фльорюс и Нидерландия отново пада във френски ръце. Карно получава прозвището „архитект на победата“.

### Разпадане на коалицията
Фльорюс поставя началото на серия френски успехи, които постепенно водят до края на военните действия. Най-големият от тях е превземането на Амстердам през 1795 и пленяването на холандския боен флот от френската конница (единствената морска битка, в която участва конница, тъй като лед е сковал корабите). Първа с действителността се примирява Прусия, която подписва мир с французите в Базел (5 април 1795). Тя се отказва от териториите си на левия бряг на Рейн, отстъпени на Франция. До края на годината е последвана от Нидерландската република и Испания. Така само Великобритания и Австрия остават в коалицията. И тъй като Великобритания е сигурна на своя остров, през 1796 г. Директорията (новият френски управляващ орган) решава да се справи с Австрия.
Журдан и Моро оглавяват огромна армия от 140 хиляди войници, която настъпва в Бавария, за да се окаже около Виена. Втора армия е изпратена в Северна Италия, начело с едва 27-годишния генерал Наполеон Бонапарт. Тя е много по-малка (30 хиляди), но геният на Бонапарт го превръща в главна заплаха за австрийците. Когато пристига в Савона, той намира деморализирана и зле снабдена сбирщина от войници, заплашена от две противникови армии (австрийска и сардинска). Посрещнат е с насмешка от четирима по-възрастни генерали, но бързо показва възможностите си. Разбива сардинците при Мондови (април 1796) и австрийците при Лоди (май), превзема Милано и принуждава Сардинското кралство да капитулира. След дълга обсада Мантуа също е превзета (февруари 1797) и френският генерал настъпва в Австрия.
През април Австрия подписва примирие с Бонапарт в Льобен, надявайки се, че ако развие постигнатите успехи срещу Моро, може да продължи войната. На 17 октомври 1797 г. обаче тя е принудена да сключи окончателен мир в Кампо Формио. Признава загубата на Нидерландия и допуска ликвидирането на Венецианската република, която си поделя с Франция. В тайна клауза обещава да подкрепя Франция за постигането на окончателен мир. Предвижда се за уреждане на отношенията с другите имперски държави да се свика конгрес в Ращат, но дотам не се стига, тъй като само след две години войната е подновена.

## Втора война (1798 – 1802)

### Първи военни действия
Останала сама във войната, при управлението на енергичния Уилям Пит Млади Великобритания е поставена под изпитание. Французите замислят инвазия на острова с помощта на испанските и холандските бойни кораби. Генерал Бонапарт идва при армията край Ла Манш, но идеята претърпява провал след две морски победи на британците – при нос Сан Висенти и при Кампердаун. Тогава той замисля удар срещу интересите им в Средиземно море, а именно – да се завладее Египет. Оттам би могъл да контролира комуникациите с Индия – ключовата британска колония, източник на огромни доходи – както и да я застрашава пряко. По това време той вече е най-влиятелният генерал на Директорията и предложението му е прието. Междувременно британците убеждават (включително с пари) Австрия, Русия и Неапол да започнат наново военните действия. През ноември 1798 г. френските позиции в Италия, Швейцария и Южна Германия са атакувани. Най-успешни са действията на руската армия на генерал Александър Суворов – дързък и смел, по подобие на Бонапарт, предприел поход в Северна Италия. Французите обаче окупират Берн и отнемат оттам 6 млн. ливри злато, с които финансират експедицията към Египет.

### Египетският поход на Бонапарт
Основна статия: Египетска кампания
Бонапарт отплава през май 1798 г. с 40 000 войници. Превзема Малта, разминава се на косъм с британската ескадра на Хорацио Нелсън и на 1 юли акостира в Александрия. Тя пада след кратка битка и се превръща в главна база на французите. По това време Египет е част от Османската империя, но е васал – управляват го т. нар. мамелюци. Те изпращат армията си, включително около 60 000 конници да пресрещнат нападателите. В битката при Пирамидите обаче дисциплината на френската армия си казва думата и тя печели (21 юли). Кайро пада на следващия ден. На 1 август Нелсън най-после открива френските кораби в лагуната пред Александрия (известна с името Абукир) и ги подлага на унищожителен огън. Всички са потопени, само два се спасяват обратно към Франция. Битката при Абукир оставя Бонапарт и армията му изолирани сред вражеско население, докато султанът събира войска в Сирия.
В началото на 1799 г. с 8000 души Бонапарт навлиза в Сирия, превзема Яфа и стига до Акра. Там начело на гарнизона е французинът-роялист Филпо. Генералът не може да превземе крепостта, а в същото време побеждава защитниците в битката при планината Табор. През май обсадата е вдигната и французите се връщат в Египет, изгубвайки 25% от състава си. Така за тях не остава друго, освен да търсят начин да напуснат страната.

### Събитията в Италия и Германия
Докато Бонапарт стои в египетския капан, Русия и Австрия постепенно притискат френските войски. В началото Журдан има инициативата по рейнския фронт и настъпва през Шварцвалд, но през март 1799 г. е победен при Острах. Австрийският главнокомандващ ерцхерцог Карл пренася войната в Швейцария и печели нова победа при Цюрих. Начело на французите застава Андре Масена, по-късно един от маршалите на Наполеон. Въпреки това армията му е изтласкана на френска територия и за първи път от шест години възниква опасност от нахлуване дълбоко във Франция.
Вестите за тези събития карат Бонапарт да напусне безславно египетската армия, оставяйки за заместник маршал Клебер. За негово щастие (тъй като постъпката му може да се счита за престъпление) по това време Директорията е в тежка криза, с драстично спаднал авторитет и не му търси отговорност. Възползвайки се от получилия се вакуум във властта, генералът извършва преврат на 9 ноември 1799 г. и се обявява за пръв консул в учредения Френски консулат. Фактически той получава цялата власт и оттук нататък войната може да се счита вече за Наполеонова. Той решава да пренесе отново театъра на военните действия в Италия. Там маршал Масена е обсаден от австрийците в Генуа и евентуалната му капитулация би била тежък удар за френските планове. В началото на май 1800 г., преди да са се стопили снеговете, Бонапарт минава с армията си през Алпите (през прохода Сан Бернар) и неочаквано се спуска в равнините на Ломбардия. Независимо че са минали 2000 години от аналогичния поход на Ханибал, сега е постигнат същият ефект – австрийците са изненадани и лесно загубват Милано и Павия. В началото на юни Масена се предава, но този успех на Австрия е твърде закъснял. Бонапарт вече е отрязал комуникациите на нейния генерал Мелас и на 14 юни го пресреща при Маренго. В прочутата битка французите са два пъти по-малко и след като са подложени на ожесточени атаки в началото, дясното им крило отстъпва и се налага генералът да им вдъхва допълнителен кураж. Австрийците, увлечени в непредпазливо преследване, са изненадани от остра контраатака на конницата на Келерман и панически се връщат назад. Поражението им е толкова голямо, че на следващия ден те капитулират в Алесандрия. През декември нов френски успех (на Моро при Хоенлинден) осигурява победата във войната. На 9 февруари 1801 г. двете страни подписват мирния договор в Люневил, който най-общо потвърждава условията от Кампо Формио. През май 1802 г., останала сама във войната, Великобритания също сключва мир (договора от Амиен) – единственият случай, в която тя приема да преговаря с Наполеон.

## Последици
В двете революционни войни Франция постига повече отколкото за 200-те години на стария режим, включително славното време на Луи XIV. За тази особеност съществуват различни причини:
Симпатии на европейските народи към революционните армии. Под призива „Мир на колибите! Война на дворците!“ те всъщност имат предвид, че войната е срещу правителствата и поддържаното от тях социално неравенство, а не срещу народите. Действително, отменят крепостното право навсякъде, където установят властта си, премахват привилегиите и дават достъп на всички съсловия до управленски позиции. Сред войниците се вижда ентусиазъм, който прави впечатление на мнозина. Неслучайно младият Гьоте, който наблюдава битката при Валми, пише за нея: „На това място и от този ден започва нова епоха в световната история.“
Целенасочена мобилизация на ресурси. От идването на Карно във военното министерство се осъществява колосално събиране и организация на войници, каквото никоя от другите държави не може да си позволи. Практически всеки млад човек, годен да носи оръжие, е повикан в армията. Само през 1793 г. са мобилизирани 645 хил. души и армията достига 750 хиляди – най-голямата военна сила, виждана дотогава. Само три години по-късно тя е нараснала още по-драматично до 1,17 милиона.
По-ефективна система на снабдяване и финансиране. В действителност правителството по време на революцията получава по-концентрирана и ефективна власт над територията на страната, отколкото който и да било крал преди това. То може да осигури и придвижи достатъчно храна, въоръжение и униформи за голямата си армия. При това от самото начало окупираните територии са облагани с тежки контрибуции и много армии се издържат сами. През 1796 г. например генерал Бонапарт събира по този начин в Италия близо сто милиона франка – 19 милиона от папата, 20 милиона от херцога на Парма, 7,5 милиона от херцога на Модена и т. н.
Френските военни успехи обуславят разпространението на републиканските принципи в Европа, като в окупираните територии възникват дъщерни републики. На практика повечето от тях се превръщат в средство за съвместен контрол от страна на комбинация от френска и местна власт.